# Cigaritis takanonis
Cigaritis takanonis is een vlinder uit de familie van de Lycaenidae. De wetenschappelijke naam van de soort is voor het eerst gepubliceerd in 1906 door Shōnen Matsumura.

## Verspreiding
De soort komt voor in China en Japan.

## Ondersoorten
- Cigaritis takanonis takanonis (Matsumura, 1906)
- Cigaritis takanonis ducalis (Fruhstorfer, 1912)
  - = Aphnaeus takanonis ducalis Fruhstorfer, 1912
  - = Spindasis takanonis ducalis (Fruhstorfer, 1912)
- Cigaritis takanonis prospera (Okada, 1946)
  - = Spindasis takanonis prospera Okada, 1946
- Cigaritis takanonis septentrionalis (Hayashi, 1955)
  - = Spindasis takanonis septentrionalis Hayashi, 1955
- Cigaritis takanonis morinis (Murayama, 1967)
  - = Spindasis takanonis morinis Murayama, 1967
- Cigaritis takanonis ohkuranis (Murayama, 1967)
  - = Spindasis takanonis ohkuranis Murayama, 1967